# Helena Kadare
Helena "Elena" Kadare (cognom de soltera, Gushi; nascuda el 21 de setembre de 1943) és una guionista, traductora i escriptora albanesa de contes i novel·les. La seva novel·la, Një lindje e vështirë (1970), va ser la primera novel·la d'una dona en ser publicada a Albània. Një grua nga Tirana (1990) és la novel·la més llegida de Kadare.
Kadare va néixer a Fier, al sud d'Albània. Va estudiar literatura a la Universitat de Tirana, i després va treballar en periodisme i com a editora en la indústria editorial.
Va viure a París, amb el seu marit, l'escriptor Ismail Kadare, des de 1990. La seva filla, Besiana Kadare, va ser ambaixadora d'Albània a les Nacions Unides, vicepresidenta de l'Assemblea General de les Nacions Unides per a la seva 75a sessió i ambaixadora d'Albània a Cuba.

## Obres
- Një lindje e vështirë, novel·la, 1970
- Një grua nga Tirana, novel·la, 1990 ISBN 99927-45-13-4
- Bashkëshortët, novel·la, 2002 ISBN 99927-45-77-0
- Le temps qui manque mémoires, 2010
- Kohë e pamjaftueshme, novel·la, 2011 ISBN 978-99956-87-51-9
- Një grua në Berlin: Ditar 20 prill - 22 Qershor 1945, 2016